# Polycentropus auricollis
Polycentropus auricollis är en nattsländeart som beskrevs av Douglas E. Kimmins 1962. Polycentropus auricollis ingår i släktet Polycentropus och familjen fångstnätnattsländor. Inga underarter finns listade i Catalogue of Life.